# Henry Dixon Allen

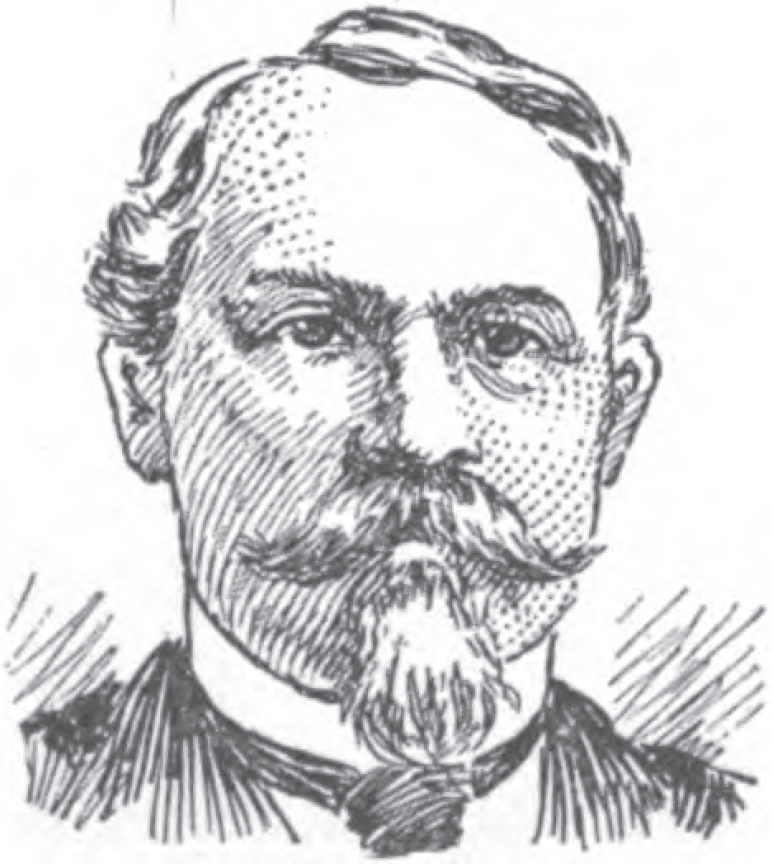
Henry Dixon Allen

Henry Dixon Allen (* 24. Juni 1854 bei Henderson, Kentucky; † 9. März 1924 in Morganfield, Kentucky) war ein US-amerikanischer Politiker. Zwischen 1899 und 1903 vertrat er den Bundesstaat Kentucky im US-Repräsentantenhaus.

## Werdegang
Bereits im Jahr 1855 kam Henry Allen mit seinen Eltern nach Morganfield, wo er die öffentlichen Schulen und das Morganfield Collegiate Institute besuchte. Zwischen 1869 und 1875 unterrichtete er als Lehrer im Union County. Nach einem Medizinstudium am Missouri Medical College in St. Louis (Missouri) und seiner 1877 erfolgten Zulassung als Arzt  praktizierte er zwischen 1877 und 1878 im Union County in diesem Beruf. 1878 gab er diese Tätigkeit wieder auf; stattdessen studierte er Jura. Nach seiner im selben Jahr erfolgten Zulassung als Rechtsanwalt arbeitete er als Jurist in Morganfield.
Zwischen 1879 und 1881 war Allen Schulrat im Union County. Von 1882 bis 1891 fungierte er in diesem Bezirk als Staatsanwalt. Politisch war er Mitglied der Demokratischen Partei. Bei den Kongresswahlen des Jahres 1898 wurde er im zweiten Wahlbezirk von Kentucky in das US-Repräsentantenhaus in Washington, D.C. gewählt, wo er am 4. März 1899 die Nachfolge von John Daniel Clardy antrat. Nach einer Wiederwahl im Jahr 1900 konnte er bis zum 3. März 1903 zwei Legislaturperioden im Kongress absolvieren.
1902 verzichtete Allen auf eine erneute Kandidatur. In der Folge war er wieder als Anwalt sowie im Bankengeschäft und in der Landwirtschaft tätig. Henry Allen starb am 9. März 1924 in seinem Wohnort Morganfield.